# Pyrgomorphella
Pyrgomorphella is een geslacht van rechtvleugeligen uit de familie Pyrgomorphidae. De wetenschappelijke naam van dit geslacht is voor het eerst geldig gepubliceerd in 1904 door Bolívar.

## Soorten
Het geslacht Pyrgomorphella omvat de volgende soorten:
- Pyrgomorphella albini Chopard, 1921
- Pyrgomorphella arachidis Dirsh, 1951
- Pyrgomorphella carinulata Kevan, 1956
- Pyrgomorphella dicrostachyae Descamps & Wintrebert, 1966
- Pyrgomorphella madecassa Bolívar, 1904
- Pyrgomorphella minuta Dirsh, 1963
- Pyrgomorphella rotundata Uvarov, 1936
- Pyrgomorphella sphenarioides Bolívar, 1904
- Pyrgomorphella tulearensis Descamps & Wintrebert, 1966